# Cot Alue Mubinteh
Cot Alue Mubinteh är en kulle i Indonesien.   Den ligger i provinsen Aceh, i den västra delen av landet, 1 800 km nordväst om huvudstaden Jakarta. Toppen på Cot Alue Mubinteh är 195 meter över havet.
Terrängen runt Cot Alue Mubinteh är kuperad åt sydväst, men åt nordost är den platt.Runt Cot Alue Mubinteh är det ganska tätbefolkat, med 96 invånare per kvadratkilometer. Närmaste större samhälle är Sigli, 16,3 km nordost om Cot Alue Mubinteh. I omgivningarna runt Cot Alue Mubinteh växer i huvudsak städsegrön lövskog.